# Stadio della Roma
El Stadio della Roma es un estadio de fútbol que la Associazione Sportiva Roma planea construir sustituyendo a su actual estadio, el Olímpico de Roma. Cuando se construya, la Roma será el tercer equipo de la Serie A en tener un estadio en propiedad, después de la construcción del Juventus Stadium por parte de la Juventus de Turín y la compra del Stadio Friuli por parte del Udinese Calcio.

## Historia

### Primer proyecto
El 29 de septiembre de 2009 la entonces presidenta de la Roma, Rosella Sensi, presentó un proyecto de nuevo estadio para el club, que podría albergar a 55.000 personas. El proyecto, que iba a utilizar el nombre del expresidente del club Franco Sensi, fue encargado al arquitecto italiano Gino Zavanelli, que también diseñó el Juventus Stadium de Turín.

### Segundo proyecto
Con la llegada de Thomas DiBenedetto como nuevo dueño del equipo, el plan del Stadio Franco Sensi quedó desechado. A finales de 2012 el consejero delegado del club Italo Zanzani anunció la construcción de un nuevo estadio propiedad del conjunto romano ubicado en el sudeste de Roma, cuya inauguración está prevista para la temporada 2016/17.